# Josef Kramolin
Compléments
Kramolin était un maître du genre rococo en Bohême
Josef Kramolin, né le 11 avril 1730 à Nymburk, en Bohême, et mort le 2 mai 1802 à Karlovy Vary, est un frère jésuite bohémien et un artiste peintre. Il est reconnu comme un maitre du Rococo. 

## Biographie
Avant d’entrer dans la Compagnie de Jésus Kramolin voyagea et visita, entre autres, Vienne pour y admirer et étudier les peintures qu’Andrea Pozzo, frère jésuite italien et maître de la perspective architectonique, avait réalisées entre 1703 et 1709 dans l’église du collège jésuite (de) de la ville.
Kramolin entre au noviciat des jésuites le 24 avril 1758, à Bron (Moravie). La période de formation spirituelle terminée il aide un confrère jésuite, Ignace Raab, peintre et maître du rococo. Au contraire de son maître Raab dont les toiles restaient anonymes, Kramolin signe et date ses œuvres. 
Son grand talent  pictural était la création d’illusions optiques dans la perspective de ses tableaux, un style en vogue dans l’art religieux et la décoration des églises de l’époque. Kramolin et son frère Václav Prokov continuèrent dans ce style pictural jusqu'à la fin du XVIIIe siècle. Il décora, entre autres, quatre coupoles d’une maison jésuite des environs de Tábor avec des scènes de la vie de saint François-Xavier. 
Après la suppression de la Compagnie de Jésus, en 1773, le frère Kramolin fut embauché par les moines cisterciens de Duchcov et les chanoines prémontrés de Teplá. Il réalisa des tableaux illustrant les litanies de Lorette pour leur église de l’Annonciation. Il a également peint une Vierge à l'Enfant avec sainte Anne (1779), qui se trouve à Kukleny (cs), près de Hradec Králové.
Josef Kramolin mourut à Karlovy Vary le 2 mai 1802.